# Lijst van voetbalinterlands Ghana - Kameroen
Deze lijst van voetbalinterlands is een overzicht van alle officiële voetbalwedstrijden tussen de nationale teams van Ghana en Kameroen. De landen hebben tot op heden negen keer tegen elkaar gespeeld. De eerste ontmoeting was een wedstrijd tijdens de Afrikaanse Spelen 1978 op 14 juli 1978 in Algiers (Algerije). Het laatste duel, een groepswedstrijd tijdens de Afrika Cup 2019, werd gespeeld op 29 juni 2019 in Ismaïlia (Egypte).

## Wedstrijden
| № | Plaats         | Datum            | Competitie                   | Wedstrijd        | Uitslag |
| - | -------------- | ---------------- | ---------------------------- | ---------------- | ------- |
| 1 | Algiers        | 14 juli 1978     | Afrikaanse Spelen 1978       | Ghana − Kameroen | 2 − 1   |
| 2 | Tripoli        | 9 maart 1982     | Afrika Cup 1982              | Kameroen − Ghana | 0 − 0   |
| 3 | Yaoundé        | 5 mei 1982       | Vriendschappelijk            | Kameroen − Ghana | 0 − 0   |
| 4 | Port Elizabeth | 30 november 1994 | Vriendschappelijk            | Ghana − Kameroen | 1 − 0   |
| 5 | Yaoundé        | 4 oktober 1998   | Afrika Cup 2000 kwalificatie | Kameroen − Ghana | 1 − 3   |
| 6 | Accra          | 22 januari 2000  | Afrika Cup 2000              | Ghana − Kameroen | 1 − 1   |
| 7 | Accra          | 7 februari 2008  | Afrika Cup 2008              | Ghana − Kameroen | 0 − 1   |
| 8 | Franceville    | 2 februari 2017  | Afrika Cup 2017              | Kameroen − Ghana | 2 − 0   |
| 9 | Ismaïlia       | 29 juni 2019     | Afrika Cup 2019              | Kameroen − Ghana | 0 − 0   |

## Samenvatting
| Competitie              | Totaal gespeeld | Winst Ghana | Gelijk | Winst Kameroen | Doelsaldo Ghana – Kameroen |
| ----------------------- | --------------- | ----------- | ------ | -------------- | -------------------------- |
| Afrika Cup              | 5               | 0           | 3      | 2              | 1 − 4                      |
| Afrika Cup-kwalificatie | 1               | 1           | 0      | 0              | 3 − 1                      |
| Afrikaanse Spelen       | 1               | 1           | 0      | 0              | 2 − 1                      |
| Vriendschappelijk       | 2               | 1           | 1      | 0              | 1 − 0                      |
| Totaal                  | 9               | 3           | 4      | 2              | 7 − 6                      |

## Details

### Tweede ontmoeting
| Afrika Cup 1982 (Tripoli, Libië, 9 maart 1982): |       |       |
| Kameroen                                        | 0 – 0 | Ghana |
|                                                 | goals |       |

### Derde ontmoeting
| Vriendschappelijk (Yaoundé, Kameroen, 5 mei 1982): |       |       |
| Kameroen                                           | 0 – 0 | Ghana |
|                                                    | goals |       |

### Achtste ontmoeting
| Halve finale Afrika Cup 2017 (Franceville, Gabon, 2 februari 2017): |              | |
| Kameroen | 2 – 0        | Ghana |
| Michael Ngadeu-Ngadjui 72' Christian Bassogog 90' | goals        | |
| Hugo Broos | bondscoach   | Avram Grant |
| Joseph Ondoa Adolphe Teikeu Michael Ngadeu-Ngadjui Ambroise Oyongo Collins Fai Christian Bassogog Sébastien Siani Arnaud Sutchuin Djoum 77' Benjamin Moukandjo Jacques Zoua Robert Tambe 73' | opstellingen | Razak Brimah Daniel Amartey John Boye Harrison Afful 86' Thomas Partey 76' Afriyie Acquah Christian Atsu Mubarak Wakaso Jordan Ayew André Ayew Frank Acheampong |
| Vincent Aboubakar 73' Georges Mandjeck 77' | wissels      | 76' Asamoah Gyan 86' Emmanuel Agyemang-Badu |
| Benjamin Moukandjo 82' | gele kaarten | |

GFA · A-internationals · Selecties ·  Bondscoaches · Ghanees vrouwenelftal · Ghana U21 · Ghana U20 · Ghana U19 · Ghana U18 · Ghana U17
1950 – 1959 ·
1960 – 1969 ·
1970 – 1979 ·
1980 – 1989 ·
1990 – 1999 ·
2000 – 2009 ·
2010 – 2019 ·
2020 − 2029
WK 2006 ·
WK 2010 · 
WK 2014
OS 1964 · 
OS 1968 · 
OS 1972 · 
OS 1976 · 
OS 1992 · 
OS 1996 ·
OS 2004
1950 · 
1951 · 
1952 · 
1953 · 
1954 · 
1955 · 
1956 · 
1957 · 
1958 · 
1959 · 
1960 · 
1961 · 
1962 · 
1963 · 
1964 · 
1965 · 
1966 · 
1967 · 
1968 · 
1969 · 
1970 · 
1971 · 
1972 · 
1973 · 
1974 · 
1975 · 
1976 · 
1977 · 
1978 · 
1979 · 
1980 · 
1981 · 
1982 · 
1983 · 
1984 · 
1985 · 
1986 · 
1987 · 
1988 · 
1989 · 
1990 · 
1991 · 
1992 · 
1993 · 
1994 · 
1995 · 
1996 · 
1997 · 
1998 · 
1999 · 
2000 · 
2001 · 
2002 · 
2003 · 
2004 · 
2005 · 
2006 · 
2007 · 
2008 · 
2009 · 
2010 · 
2011 · 
2012 · 
2013 ·
2014 ·
2015 ·
2016 ·
2017 ·
2018 ·
2019 ·
2020 ·
2021 ·
2022 ·
2023
Algerije ·
Angola ·
Argentinië ·
Australië ·
Benin ·
Bosnië en Herzegovina ·
Botswana ·
Brazilië ·
Burkina Faso ·
Burundi ·
Canada ·
Centraal-Afrikaanse Republiek ·
Chili ·
China ·
Comoren ·
Congo-Brazzaville ·
Congo-Kinshasa ·
Cuba ·
DDR ·
Denemarken ·
Duitsland ·
Egypte ·
Engeland ·
Equatoriaal-Guinea ·
Eritrea ·
Ethiopië ·
Gabon ·
Gambia ·
Griekenland ·
Guinee ·
Guinee-Bissau ·
IJsland ·
India ·
Indonesië ·
Irak ·
Iran ·
Italië ·
Ivoorkust ·
Jamaica ·
Japan ·
Joegoslavië ·
Kaapverdië ·
Kameroen ·
Kenia ·
Lesotho ·
Letland ·
Liberia ·
Libië ·
Madagaskar ·
Malawi ·
Maleisië ·
Mali ·
Marokko ·
Mauritius ·
Mexico ·
Montenegro · 
Mozambique ·
Namibië ·
Nederland ·
Nicaragua ·
Nieuw-Zeeland ·
Niger ·
Nigeria ·
Noorwegen ·
Oeganda ·
Oostenrijk ·
Portugal ·
Qatar ·
Rusland ·
Rwanda ·
Saoedi-Arabië ·
Sao Tomé en Principe ·
Senegal ·
Servië ·
Sierra Leone ·
Singapore ·
Slovenië ·
Soedan ·
Somalië ·
Swaziland ·
Tanzania ·
Thailand ·
Togo ·
Tsjaad ·
Tsjechië ·
Tunesië ·
Turkije ·
Uruguay ·
Verenigde Staten ·
Zambia ·
Zimbabwe ·
Zuid-Afrika ·
Zuid-Korea ·
Zwitserland
Brazilië (2006) · 
Duitsland (2014) ·
Italië (2006) · 
Ivoorkust (2015) · 
Portugal (2014) ·
Servië (2010) · 
Tsjechië (2006) · 
Verenigde Staten (2006) · 
Verenigde Staten (2014)
FCF · A-internationals · Selecties · Bondscoaches · Statistieken · Kameroens vrouwenelftal · Kameroen U21 · Kameroen U20 · Kameroen U19 · Kameroen U18 · Kameroen U17
1960 – 1969 · 
1970 – 1979 · 
1980 – 1989 · 
1990 – 1999 · 
2000 – 2009 · 
2010 – 2019 ·
2020 − 2029
CC 2001 · 
CC 2003
WK 1982 · 
WK 1990 · 
WK 1994 · 
WK 1998 · 
WK 2002 · 
WK 2010 · 
WK 2014 ·
WK 2022
OS 1984 · 
OS 2000 · 
OS 2008
1961 · 
1960 · 
1961 · 
1962 · 
1963 · 
1964 · 
1965 · 
1966 · 
1967 · 
1968 · 
1969 · 
1970 · 
1971 · 
1972 · 
1973 · 
1974 · 
1975 · 
1976 · 
1977 · 
1978 · 
1979 · 
1980 · 
1981 · 
1982 · 
1983 · 
1984 · 
1985 · 
1986 · 
1987 · 
1988 · 
1989 · 
1990 · 
1991 · 
1992 · 
1993 · 
1994 · 
1995 · 
1996 · 
1997 · 
1998 · 
1999 · 
2000 · 
2001 · 
2002 · 
2003 · 
2004 · 
2005 · 
2006 · 
2007 · 
2008 · 
2009 · 
2010 · 
2011 · 
2012 · 
2013 ·
2014 ·
2015 ·
2016 ·
2017 ·
2018 ·
2019 ·
2020 ·
2021 ·
2022
Albanië ·
Algerije ·
Angola ·
Argentinië ·
Australië ·
Benin ·
Bolivia ·
Brazilië ·
Bulgarije ·
Burkina Faso ·
Burundi ·
Canada ·
Centraal-Afrikaanse Republiek ·
Chili ·
Colombia ·
Comoren ·
Congo-Brazzaville ·
Congo-Kinshasa ·
Costa Rica ·
Cuba ·
Denemarken ·
Duitsland ·
Egypte ·
Engeland ·
Equatoriaal-Guinea ·
Eritrea ·
Ethiopië ·
Finland ·
Frankrijk ·
Gabon ·
Gambia ·
Georgië ·
Ghana ·
Griekenland ·
Guinee ·
Guinee-Bissau ·
Ierland ·
India ·
Indonesië ·
Iran ·
Italië ·
Ivoorkust ·
Jamaica ·
Japan ·
Kaapverdië ·
Kenia ·
Koeweit ·
Kroatië ·
Lesotho ·
Liberia ·
Libië ·
Luxemburg ·
Madagaskar ·
Malawi ·
Mali ·
Marokko ·
Mauritanië ·
Mauritius ·
Mexico ·
Moldavië · 
Mozambique ·
Namibië ·
Nederland ·
Niger ·
Nigeria ·
Noord-Macedonië ·
Noorwegen ·
Oeganda ·
Oekraïne ·
Oezbekistan ·
Oostenrijk ·
Panama ·
Paraguay ·
Peru ·
Polen ·
Portugal ·
Roemenië ·
Rusland ·
Rwanda ·
Saoedi-Arabië ·
Sao Tomé en Principe ·
Senegal ·
Servië ·
Sierra Leone ·
Slowakije ·
Soedan ·
Somalië ·
Sovjet-Unie ·
Swaziland ·
Tanzania ·
Thailand · 
Togo ·
Tsjaad ·
Tunesië ·
Turkije ·
Verenigde Staten ·
Zambia ·
Zimbabwe ·
Zuid-Afrika ·
Zuid-Korea ·
Zuid-Soedan ·
Zweden ·
Zwitserland
Brazilië (2014) · 
Brazilië (2022) · 
Denemarken (2010) · 
Egypte (2017) ·
Frankrijk (2003) · 
Italië (1982) · 
Japan (2010) · 
Kroatië (2014) · 
Mexico (2014) ·
Nederland (2010) · 
Peru (1982) · 
Polen (1982) · 
Servië (2022)